# サモンナイト2
『サモンナイト2』（Summon Night2）は、2001年8月2日にバンプレスト（後のバンダイナムコエンターテインメント）から発売されたPlayStation用のシミュレーションRPG。

## 概要
サモンナイトシリーズの第2弾。後にPS one Booksで廉価版が発売されている。また2008年8月7日にニンテンドーDSでリメイク版が発売された。後日談を描いた小説やドラマCDも発売されている。

## ゲームシステム
基本的に前作のものを継承している。DS版の追加要素もほぼ『1』の時と同様（召喚術の数が増加、新規召喚術が更に2つ追加）。
クラスチェンジ条件の追加（PS版のみ）
前作と違い、レベルの他にいくつかのステータスも一定値を満たす必要がある。
召喚魔法のランク
今作から無属性以外の召喚魔法に使用ランク（C・B・A・Sの4段階）が設定されるようになった。キャラクターに設定されたランクを上回る召喚魔法は使用できない。キャラクターによってクラスチェンジで使用可能なランクが上昇する。
ユニット召喚獣
ユニット召喚獣のレベルは召喚者のレベルに依存せず、通常のキャラクター同様戦闘終了後に経験値を割り振ってレベルアップさせる形式に変更された。またユニット召喚獣をフィールド上に召喚するには、特殊能力「ユニット召喚」が必要となった。
憑依魔法
キャラクターに召喚獣を取り憑かせ、一定ターンステータスを変化させる召喚魔法が新しく登場した。味方の憑依魔法が発動している間、その召喚獣の他の召喚魔法は使用できない。
召喚獣の名称変更
メイメイの店で、アイテム「清酒・龍殺し」を消費して召喚獣の名前を自由にできる。PS版のみ、一部の召喚術に設定された単語を名前に入れることで召喚魔法の威力や消費MPが増減する。
ギャラリー（PS版のみ）
ゲームプレイ中に入手した設定イラストなどをいつでも閲覧できる。
サウンドモード（PS版のみ）
特定の条件を満たすとギャラリーに追加される。前作と今作で使用されたBGMを聴くことができる。
無限界廊（むげんかいろう）
本作から導入されたエクストラステージ。特別な空間に繋がっていて、様々な世界の敵と戦うことができる。
番外編
特定の条件を満たしてエンディングを迎えるとプレイできる新たな物語。前作のキャラクターが登場する。

## ストーリー
蒼の派閥の卒業試験にぎりぎり合格し、晴れて一人前の召喚師となった主人公は、上層部から「諸国視察」の任務を命じられた。しかし、事実上の追放処分ともいえるこの任務内容の本質は、蒼の派閥から主人公を追い出そうとする、幹部の一部による陰謀だった。その事実に気付きながらも主人公は旅に出ることを決意する。
リィンバウムにおいて、召喚師はそれぞれ家名を持ち、先祖が積み上げてきた召喚術の秘伝を受け継いでいくことが重要視されている。そういった慣習の中で、主人公は家名を持たず、己の実力のみで召喚師となった平民出身の召喚師、いわゆる「成り上がり」であった。ある種の特権階級である召喚師の中にあって、「成り上がり」の召喚師は蔑視されていたのである。
自らを追放するための策略であると知りつつも、主人公はあえて上層部の命に従い、諸国視察の旅へ出ることを選んだ。監視役として同行する兄弟子のネスティ、誓約を結んで間もない護衛獣と共に、主人公は与えられた任務を全うしようとする。
それが、己に課せられた宿命と向き合う、過酷な試練であることも知らずに……。

## 登場キャラクター

### 主人公
物語の主人公は、ゲームスタート時に2人から選択することができる。主人公によって装備できる武器や攻撃方法が異なったり、イベントが変化することがある。
「名もなき世界」から召喚された前作主人公とは違い、今作主人公は舞台となる異世界リィンバウムの住人である。18歳。
幼少時、偶然サモナイト石に触れたことで暴発を引き起こし、蒼の派閥によって保護された。以降は蒼の派閥師範ラウル・バスクに師事している見習い召喚師。
卒業試験にぎりぎり合格し、一人前の召喚師と認められたのをきっかけに、兄弟子のネスティ、誓約を結んで間もない護衛獣と共に諸国を巡る視察の旅に出る。
あらすじにある通り、「成り上がり」として辛い幼少時を送っているが、それを表に出すことなく人前では明るく振舞う。持ち前の明るさと勇気で多くの困難に立ち向かっていく。名称変更可。
後日談に当たる「3」の番外編では本編から2年の月日が流れており、師範となったギブソンとミモザの後を継いで各地の遺跡を調査するために「3」の舞台となった「忘れられた島」を訪れている。PSP版「3」では護衛獣と協力して放つ必殺技「響界連撃」が追加された。
誓約者が現れるまで最強の召喚師と謳われていた「調律者」クレスメント家の末裔である。
マグナ
声 - 岸尾大輔（ドラマCD、クラフトソード2）
男性主人公。蒼の派閥に属する新米召喚師。楽天家でのんき者であるが、やるときはちゃんとやるタイプ。
トリス
声 - 木村郁絵（ドラマCD） / 浅野真澄（DS版予約特典アニメ、クラフトソード2）
女性主人公。蒼の派閥に属する女の子。活発なお調子者だが、明るい性格で皆を引っ張っていく芯の強いムードメーカー的な存在。
胸の成長が止まっているのが悩みの種。

### パートナー
幼い頃から主人公と同じ師範に師事している兄弟子・ネスティと、諸国視察の旅で出会った少女・アメル。本作のキーパーソンとなる存在で、主人公とは深い因縁で結ばれている。
ネスティ・バスク
声 - 緑川光
男性パートナー。蒼の派閥師範ラウル・バスクの養子で主人公の兄弟子。19歳。
機属性の召喚術を得意とし、その能力はかなりのもの。主人公に課せられた視察の旅にお目付役として同行する。
性格は極めて冷静かつ理知的。かなりの毒舌家で、特に主人公に対しては、その立場ゆえかことさら厳しく「君はバカか?」と説教をしたり、たしなめたりすることは日常茶飯事。
進んで他人と関わろうとはしないため、交友関係は皆無に等しい。養父ラウルや先輩であるギブソンやミモザ、そして主人公は彼が心を許している数少ない人間である。そのため物語が始まった当初は理由があるとはいえ、仲間達との共同生活はかなり厳しかった模様で苛立ちを露わにしている。しかし、旅を続けていくうちに仲間達と打ち解けていき心を許すようになっていく。
ロレイラルから亡命してきた融機人（ベイガー）・ライルの一族の末裔であり、数少ない生き残り（他には「3」に登場するアルディラがいるが、こちらは亡命してきたわけではない）。融機人はリィンバウムの病気に対する抵抗が無いため、抗病剤をフリップから受け取る代わりに主人公の監視を命じられていたが、フリップが失脚してからはラウルから受け取るようになった。
融機人は自身が得た情報を子孫へとデータとして伝えることができるため、己の先祖の所業を十分に理解しており、責任感の強さはこれに由来する。「3」の番外編の後を舞台にしたドラマCDでは謎の声に悩まされ、祖先が犯した過ちの記憶を垣間見る。また、霊属性の召喚術を行使できる理由も明かされる。ユニットとしての性能は純粋な召喚師タイプ。攻撃に特化した機属性の召喚術を得意とする。クラスチェンジにより霊属性の召喚術も使用できるようになる。PSP版「3」ではクラスチェンジ次第でドリルを装備できるようになる。その際に物理攻撃力で威力が変化する「衛星攻撃Ω」を修得する。
ドラマCDではトリス（偽）の色仕掛けに翻弄されてしまった。
アメル
声 - 桑島法子
女性パートナー。聖王国内のレルム村で「聖女」として祭りあげられていた少女。17歳。
他者の心に触れることで傷を癒す力を持っているが、力に目覚める以前は、祖父のアグラや幼なじみのロッカ、リューグ達と平和に暮らす素朴な村娘だった。「聖女」という立場から清楚に振舞ってはいるが、本来は気さくでおてんば、お人好しで、イヤなことをイヤと言えない面がある。
主人公とは、アメルが木登りをしていた時に誤って落ちたのを助けたのをきっかけに知り合う。おいもが大好物。
豊穣の天使アルミネの生まれ変わりであり、その背には翼をもがれた傷跡のようなものがある。

### 護衛獣
主人公が卒業試験の課題として誓約を結んだ護衛獣。当初は自らが置かれた立場に戸惑っていたが、主人公達との視察の旅を通して徐々に絆を深めていく。
レオルド
声 - 川津泰彦
機界・ロレイラルから召喚された機械兵士。とても有能であり、主人公に忠実。充電を兼ねた日光浴が大好きで、猫が苦手。ボディは特殊コーティングされているため、潮風なども平気。
主人公や仲間達との対話や黒の旅団との戦いの中で、徐々に人間らしい感情を学んでいく。「3」の番外編では感情豊かになっており「3」のキャラクターと漫才（？）を行なっている。
優秀ではあるが、機体自体はロレイラルでは一世代前の代物である。
物理攻撃・防御力に優れた護衛獣だが、機械であるゆえに魔法攻撃・防御力に劣る。PSP版「3」では魔法攻撃の威力を軽減する「魔抗」を修得する。
ハサハ
声 - ゆかな
鬼妖界・シルターンから召喚された妖狐の化身。外見は幼い少女で、人型になるために必要な魔力を胸に抱いた宝珠に蓄えている。
無口で純粋な心の持ち主だが、人型に化身できるようになって間もないので、好奇心が旺盛な一面もある。昼寝とお揚げが大好き。また十分に変化しきれていないため、耳が四つある。
優しくて温かい心の持ち主である主人公によく懐き、そばを離れたがらない。
宝珠を使って人間の心を色として判別ができる。物語序盤からとある登場人物を極度に嫌い怖がっているのはこのため。
宝珠の魔力を解放することで一時的に大人の姿（口調も変わる）となり、強大な術も行使できるが魔力を使い過ぎると人間の姿を維持できなくなる。
直接攻撃は苦手な反面、魔法攻撃力が高く強力な特技も覚えるため、後方からの援護が得意。
バルレル
声 - 阪口大助
霊界・サプレスから召喚された生意気な悪魔。人間が大嫌いで、主人公を「ニンゲン」、アメルを「オンナ」、ネスティを「メガネ」と呼ぶなど、口の悪さはかなりのもの。
実は強大な力を持っていて「狂嵐の魔公子」と呼ばれる大悪魔だが、主人公との誓約によって少年の姿にされている。「さけ」が大好物だが、その外見のせいでアメルから取り上げられ飲めないことに不満を持っている。ゲームのとあるイベントで主人公が絶体絶命の危機に晒された際に誓約が解かれ、本来の姿を取り戻す。小説版では誓約が解かれたままであるが変わらず主人公の側にいる。
主人公に召喚される以前に帝国の召喚師に召喚され、実験と称して身体を切り刻まれた過去を持つ。
槍による間接攻撃や召喚術もそこそこ使えるバランス型の護衛獣。PSP版「4」での戦闘会話ではポムニットとの会話が用意されており、彼女の父親について知っているようなそぶりを見せている。
レシィ
声 - 佐藤智恵
幻獣界・メイトルパから召喚されたメトラル族の少年。幼少時の病気が原因で魔力の源である角を切り取られてしまっており、本来の力を出せずにいる。
世話好きで家事全般が得意（角がないことで、一族の間で一人前の男として認められずに女性と同じ仕事をしていたため）。気弱で泣き虫でだが、それゆえに強い者に対する憧れは人一倍強い。お肉よりも果物が好き。
近接攻撃型の護衛獣で、移動力が高い。敵の動きを封じる特技を覚える。

### 旅先で出会う仲間
フォルテ
声 - 増谷康紀
主人公一行が聖王都で最初に出会った二人組の冒険者の一人。大柄で野性的な風貌をしている剣士。相棒であるケイナの記憶を取り戻す方法を求めて大陸を旅している。25歳。
陽気で面倒見のいい性格ではあるが、調子に乗りやすいのが玉に瑕で、いつも下らないことを言っては、ケイナの鉄拳を受けている。
飄々とした軽い言動が多いが、その実高い観察力と判断力を持っており一行のまとめ役としても重要な人物である。
高貴な血筋の生まれらしく、ケイナ曰く「妙な所で博識」で「至源の泉」の由来を知っていたり作中でも様々な解説を行なっている。また旧知の間柄であるシャムロックからは「フォルテ様」と呼ばれている。
ゲームでは語られなかったが、その出生は小説版で語られている。本名はフォルディエンド・エル・アフィニティス。聖王国の王子であり嫡子。表向きは死亡したことになっている。抑圧されて育ち、現状を疑問に抱かず同年代の子供が自由に遊び回っていることを知った時には信じられなかったらしい。それゆえに外の世界のことを知った際には興味を持ち、強い懇願により剣術修行という名目でトライドラに2年間ほど留学をしていた。その時に世話になった騎士の息子がシャムロックであり、彼とはその時からの付き合い。しかし、外の世界を知ってしまったことで自由のない王家の暮らしに耐えられなくなり、周囲の反対を押し切って出奔。旅を続けるうちに己の愚かしさに気付いた時には、病気により死亡したことにされていたという過去を持つ。
剣や大剣を自在に操る前衛型。物理攻撃・防御力は共に高く、前衛の要となりうる。また長い放浪生活の間に高いサバイバル技術を習得していたり、世事にも長けている。
高い観察力はそのまま優れた学習能力にもつながり、他人の必殺技を見様見真似ながらほぼ完全な形で再現してのける。PSP版「3」ではドラマCDで披露した大剣を用いて放つ「居合斬り・オレ流」を習得している（小説版である人物が使用しているのを見て習得したと思われる）。
ケイナ
声 - 鶴ひろみ
フォルテと組んで旅をしている女冒険者。記憶を失い森の中で倒れていたところをフォルテに助けられ、それから彼と行動を共にしている。22歳。
リィンバウムでは珍しい見事な黒髪や、身にまとっている衣装から、鬼妖界シルターンの出身らしいが詳細は不明。
物静かで優しい女性ではあるが、相棒フォルテへのツッコミ（裏拳）は鋭く容赦がない。
その正体は、前作に登場したカイナの実姉である。かつてエルゴの守護者に選ばれリィンバウムに行ったカイナに再会するため、仕えていた龍神に頼みリィンバウムに転移した。その代価として記憶を失った模様。
カイナ曰く、記憶を失う前は男を寄せ付けない厳粛な性格だったらしいが、記憶を失った後と同様妹を気遣う良き姉であった。また「ホクト」という兄がいる。
「3」の番外編でフォルテと恋仲であることを示唆する会話がある。
唯一弓を扱える数少ない遠距離攻撃型。他に刀も装備できる。魔法攻撃力もそこそこで、オールマイティーに活躍できる。PSP版「3」では、ドラマCDで披露した必殺技「破軍弓」と鬼属性の「鬼神破軍弓」を習得している。
ロッカ
声 - 野島健児
レルム村の自警団リーダー。幼くして両親を亡くし、弟のリューグと共にアメルの祖父であるアグラバインに引き取られた。17歳。
温厚で日和見主義。そのため、好戦的なリューグとは確執が絶えない。
幼い頃は無茶で無鉄砲、一旦暴れると手が付けられなかったという。
PSP版「3」では必殺技「千峰槍」を習得している。
リューグ
声 - 菅沼久義
ロッカの双子の弟。兄と同じく自警団に所属している。彼もロッカやアメルと共に、アグラバインに育てられた。17歳。
兄のロッカとは対照的に気性が荒く、口下手で愛想が悪いと思われがち。自分達の両親が亡くなった理由を朧気ながら察しており、アグラバインに対し距離を置いていた。
PSP版「3」では必殺技「獅子裂覇」を習得している。
モーリン
声 - 萩森侚子
港街ファナンで下町の用心棒をしている女格闘家。黒の旅団の襲撃から逃れてきた主人公一行を自宅に匿った。19歳。
おおらかな性格で男女の区別なく他人と接するが、根は純情であり、異性と二人っきりになるとあがってしまうことがある。
ストラ（気功のようなもの）の使い手。PSP版「3」では必殺技「猛虎激破掌」を習得している。
「3」番外編でカイルの姪である可能性が示され、PSP版「3」の戦闘会話にてカイルを「叔父さん」と呼んでいる。
さらに前作のジンガの師匠が彼女の父親である可能性も前作と今作の会話によって示唆されている。
カザミネ
声 - 細井治
シルターン出身の流浪のサムライ。前作に引き続き登場。31歳。
路銀が尽きて腹を空かせていたところを主人公に救われ、その一宿一飯の恩義から主人公一行に加わった。
自分を召喚した召喚師が死亡したため、はぐれ召喚獣となってしまった。得意の居合い斬りは飛んでくる大砲の弾や城門を両断するほど。
剣の道を究めることに生涯を捧げるが、女の色気には弱い。前作で出会ったカイナに惚れているようだが、望み薄の模様。胸の豊満な女性が好み。
ATとTECの伸びがよく、頻度の高いクリティカル攻撃が強力だが、HPと物理・魔法防御力は低く打たれ弱い。
レナード
声 - 戸谷公次
名もなき世界から事故によって召喚された中年刑事。出身はステイツのロス。42歳。
ヘビースモーカー（召喚されてからは風味がイマイチのもので我慢）で、コーラとホットドッグが好物。
自分を召喚した召喚師が死亡したため、はぐれ召喚獣となってしまった。
主人公と同年代の娘がおり（離婚した妻が引き取った）、そのためか名もなき世界から召喚された他の登場人物とは違って、元の世界に帰ることにかなり執着している。いつか召喚師に弟子入りして、帰るための強力な魔力を身につけるつもりのようだ。年若い主人公には、その歳の貫禄と視点からいろいろとアドバイスをしてくれる。その後、カザミネと共にはぐれ召喚獣を保護する旅に出ている。そのため、「3」の番外編や武闘大会を描いた小説には登場しない。ドラマCDではエピローグでネスティから真実を打ち明けられ、話のまとめを行なっている。
同じ「名もなき世界」の出身である前作の主人公、父親がその出身である『サモンナイト4』の主人公と同じく、全属性の召喚術を使うことができるが、全てCクラスなので実用的ではない。武器は元の世界から所持していた拳銃。形状からオートマチックであると思われる。
カイナ
声 - 橘ひかり
シルターンのエルゴの守護者を務める鬼道の巫女。前作に引き続き登場。19歳。
7歳の時にエルゴの守護者としてリィンバウムへと送られた。
エルジン、エスガルドと共に禁忌の森を調査していた時に主人公一行に出会った。
ケイナの実妹であり、十数年ぶりに再会した姉の記憶を取り戻すため、主人公一行に同行する。
鬼属性の召喚術を得意とし、投具や槍といった中距離攻撃もこなす。
ルウ・アフラーン
声 - 小松里賀
派閥に属さなかった召喚師の一族・アフラーン家の末裔。サプレスの召喚獣と共に、アルミネスの森の中で暮らしていた少女。褐色の肌をしており、露出度が高めの服を着用している（本人は気にしていない）。1人称は「ルウ」。18歳。
長い間森の中で育ったため、外の知識は家にある祖母の蔵書から得たことしか知らない。そのため、主人公一行に出会って森の外へ出るようになると、見るものが全て新鮮に見え好奇心旺盛な一面を見せるようになる。
言動だけ見るとしっかり者に思えるが、実際はかなりそそっかしくて子供っぽい。今まで食べたことがないせいで、甘いお菓子には目がない。とりわけケーキは大好物で、パッフェルのバイト先のお店を手伝うほどである。
『3』の本編や番外編には登場しないが、演じる小松里賀が『3』で別のキャラクターで出演していることから、ゲーム開始時の説明音声にのみサービスとして登場している（PSP版では削除された）。ドラマCDではアルミネスの森からファナンに引越しをする様子が描かれている。その際、一族が所有していた大量の書物を蒼の派閥に寄付している。
シャムロック
声 - 草尾毅
三砦都市トライドラの砦の一つ、ローウェン砦の守備隊長。23歳。
フォルテとは旧知の間柄で、彼の出自を知る数少ない人物であり、彼に対して敬語で接する。
黒の旅団の襲撃によって全ての部下を失い、自身も重傷を負っていたところをフォルテ達に救出され、その後主人公一行に加わる。
性格は正義感が強く生真面目。また極度の下戸で全く酒が飲めない。見習い時代はフォルテの無茶（先輩に対する闇討ちなど）に無理矢理付き合わされた苦労人。小説版では『4』で有名になっている『リィンバウム自由騎士団』を設立するまでの過程が描かれている。

### 蒼の派閥
ラウル・バスク
声 - 掛川裕彦
蒼の派閥師範。主人公とネスティの師範であり、ネスティの養父。52歳。
思慮深く公正な人物で、親のいない2人を実の子のように慈しんでいる。
フリップ・グレイメン
声 - 田中亮一
蒼の派閥幹部。物資の調達・管理を任されている。49歳。
嫉妬深い性格で、家名を持たない「成り上がり」である主人公を目の敵にしているが、自身も元「成り上がり」。
抗病剤と引き換えにネスティをこき使ったり、海賊などに金と引き換えで召喚術を教えていた。しかし、後にこれらの不正が暴かれ失脚することとなる。その後メルギトスに唆され反乱を起こし派閥を乗っ取ろうと企むが、主人公達によって阻まれ捕らえられた。
獣属性の召喚術を得意とする。
ギブソン・ジラール
声 - 杉田智和
主人公とネスティの先輩に当たる蒼の派閥の召喚師。相棒のミモザとは同じ師範の下で学んだ兄弟弟子。前作に引き続き登場。前作に比べて性格がより穏やかになっている。27歳。霊属性の召喚術の使い手。
黒の旅団に追われる主人公一行をミモザと共に自宅に匿った。なお、ネスティはギブソンを尊敬している節がある。
インドア派で体力勝負は苦手なものの、根気だけは人一倍ある。根っからの甘党で、パッフェルのバイト先のケーキ屋をよく利用している。
元々は規則にうるさいタイプの人間であったが、無色の派閥との一件で柔軟な考えができるようになったと思われる。
1年前に起きた事件（無色の派閥の乱）に関わったことで派閥の上層部から疎まれる立場となってしまう。しかし、本人によると後悔はしていない模様。事件の中で命令違反を犯し除名処分されかけたが、現在の任務に付くことで免れた。「3」の番外編ではミモザと共に師範に昇格しており、「4」ではミモザとの結婚を控えていることがミントの口から語られている。
ミモザ・ロランジュ
声 - 根谷美智子
ギブソンの相棒である蒼の派閥の召喚師。ギブソンと同居している。前作に引き続き登場。26歳。幻獣界の召喚術の使い手。
家名を持たない「成り上がり」である主人公や、人見知りをするネスティにも気軽に接する、偏見のない優しい女性。DS版の攻略本に掲載された小説によると、以前は何事にも醒めておりどこか超然とした性格であったが、相棒のギブソン、主人公やミントといった後輩達との出会いによって現在の性格となった。
相棒のギブソンとは対照的にアウトドア派で、辛いもの好き。ギブソンと同じく「無色の派閥の乱」に関わったことで、派閥の上層部から疎まれる立場になり、今回の任務を引き受けることで除名処分を免れている。「4」に登場する蒼の派閥の召喚師ミント・ジュレップは後輩に当たる。
グラムス・バーネット
声 - 川津泰彦
蒼の派閥議長で、ギブソンとミモザの師範。前作に引き続き登場。43歳。
ラウル、フリップとは同じ師範の下で学んだ兄弟弟子。
エクス・プリマス・ドラウニー
声 - 阪口大助
蒼の派閥総帥。外見は少年だが、年齢は不明。
素性を隠して主人公に近付いた。時の流れに障害を持っており、体は全く老化していないが、外見に反して聡明な性格。後日談を描いた小説では、ファミィとウマが合ったのか行動を共にすることが多くなった模様。

### 金の派閥
ミニス・マーン
声 - 今野宏美
金の派閥議長ファミィ・マーンの一人娘で、見習い召喚師。前作に登場したマーン三兄弟の姪。ケルマとは犬猿の間柄。口論がエスカレートして召喚術対決になることもある。負けず嫌いで少し泣き虫。
前作『サモンナイト』のサイドストーリーを描いた小説「帰るべき場所へ」から続いて登場。11歳。
辺境の地で働く叔父達のような立派な召喚師になるのが夢だが、精神的に未熟。だが、子ども扱いは意に沿わないようで、非常に負けず嫌い。何故か杖の代わりにホウキを代用している（スタッフ曰く「魔女っ子」のようなイメージを持たせるため）。
マーン家は霊属性召喚術を得意とするが、唯一彼女だけは獣属性の召喚術を得意としている。そのため一族に教えを請うことができず、自分の力で修業をする必要があり、あちこちを旅していた。一人だけ使役できる召喚魔法が違う理由には、彼女の出生の秘密が大きく関わっている。父親については後日談の小説で示唆されており、主人公一行の一人と異母兄妹である可能性が高い（使用できる召喚術の属性も同じ）。
聖王都で大切な物を無くしてしまい、それを探していた時に主人公達と知り合った。
ケルマ・ウォーデン
声 - 野田順子
金の派閥の名門・ウォーデン家の女当主。不甲斐ない愚弟達に散々手を焼いている。長女の29歳。
豪華な衣装で身を飾り、色気を振りまいている。結婚できないことに焦りを感じている。弟たちの世話に追われて、婚期を逃していることに悩んでいる。
ミニスが所持するワイヴァーン（シルヴァーナ）のペンダントを取り戻すため、ミニスに戦いを仕掛ける。その過程でカザミネに助けられ、彼に惚れた。「3」の番外編では主人公一行に加わっており、早くも馴染んでいる。また傀儡戦争後はファミィの護衛を務めている。
ファミィ・マーン
声 - 川浪葉子
金の派閥議長。聖王都南西の港街ファナンの顧問召喚師も務めている。ミニスの母であり前作に登場したマーン三兄弟の異母姉。36歳。
おっとりした外見とは違って、自他共に厳しい性格。異母弟達に召喚術を教えた時には、超がつくほどのスパルタ教育だったらしい。霊属性の召喚術を得意とするため悪魔の魔力には敏感であり、ある人物の正体にも初対面で気付いていた。
未婚の母であり、ミニスの父親は不明。周囲の反対を押し切ってミニスを出産した。後日談の小説では相手が誰であったかが示唆されている。
シルヴァーナ
ミニスの親友の白い飛竜（ワイヴァーン）。「帰るべき場所へ」でも登場。

### エルゴの守護者
カイナ
「旅先で出会う仲間達」の項を参照。
エルジン・ノイラーム
声 - 高橋美佳子
機属性の召喚術を研究する召喚師一族の末裔。エスガルドと行動を共にしている。前作に引き続き登場。15歳。
ロレイラルのエルゴの守護者はエスガルドだが、彼もエルゴの守護者として扱われることがほとんどである。
身につけているゴーグルは亡き父のもの。
エスガルド、カイナと共に禁忌の森を調査していた時に主人公一行に出会った。
ネスティと同様、機属性の召喚術を得意としているが、銃による遠距離攻撃もこなせる。
エスガルド
声 - 江川央生
機界大戦の決戦兵器として開発された機械兵士。ロレイラルのエルゴを守護する任に就いている。前作に引き続き登場。
ドリルによる近接攻撃や銃による遠距離攻撃が得意。また、エルジンほどではないものの機属性の召喚術を使用できる。

### 黒の旅団
旧王国最大の軍事力を有する崖城都市・デグレアの特務部隊。聖女と噂されているアメルを拉致するため、レルム村を襲撃した。
ルヴァイド
声 - 置鮎龍太郎
黒の旅団の総指揮官。黒い甲冑を身にまとっていることから、「黒騎士」と呼ばれている。29歳。
父はデグレアの誇る二大将軍「鷹翼将軍」レディウスだが、反逆者として処刑されたため暗い少年時代を送る。その反動でデグレアへの絶対の忠誠を誓う。
旧王国軍人としての責務と、自身の騎士道精神との狭間で苦悩している。
優れた指揮能力、極めて高い戦闘力、的確な判断力と部下を見捨てない優しさと逆境にくじけない心の持ち主であり、部下からの信頼と忠誠は極めて篤い。
イオス
声 - 小松由佳
ルヴァイドの腹心の部下で特務隊隊長。旅団きっての槍術の使い手。20歳。聖王都での戦いを境に、何度も主人公たちの前に立ちはだかる。
ルヴァイドを妄信的に尊敬しており、彼に対する侮辱には真っ先に敵愾心をあらわにする。
元々は帝国軍人でありルヴァイドとは敵対関係にあった。
ゼルフィルド
声 - 増谷康紀
デグレアによって発掘された機械兵士。型番は後方支援型LD565で、高度な索敵能力と射撃能力に優れている。
機械兵士らしい冷徹な状況分析と正確な行動を取るが、一方でルヴァイドへの命懸けの忠誠を持つ。
ガレアノ
声 - 江川央生
「屍人使い」を名乗る謎の召喚師。普通では考えられないほどの魔力を有し、これを行使する力を持つ。その名乗りの通り、死体に悪魔を取り憑かせて操ることを得意とする。
実はデグレアの召喚師であり、黒の旅団とは別の特殊工作員として動いている。
ビーニャ
声 - 野田順子
「魔獣使い」を名乗る、ガレアノ同様に膨大な魔力とそれを行使する技量を持つデグレアの召喚師。
3人の召喚師の中で唯一の子供で自己中心的な性格。本来は眼鏡をかけた成人女性。黒の旅団の指揮下にある時すら命令を無視した行動を行う。また、自身が召喚した召喚獣に対しても平気で暴力をふるう。元々は蒼の派閥の召喚師で、主人公と同じく家名を持たない「成り上がり」。ミモザに憧れを抱いており、彼女に気にかけてもらおうと努力していたが気付かれることはなかった。憧れを抱いていたのは現在のミモザではなく、主人公やギブソンと出会う前の醒めていた頃の彼女で、変わってしまったことに絶望する。そんな時にレイムと出会って悪魔を憑依させる依代に選ばれてしまい、悪魔を受け入れたことで子供の姿になってしまった。
キュラー
声 - 平野正人
「鬼神使い」を名乗る召喚師。ガレアノ、ビーニャと同様にデグレアの召喚師。
悪鬼を人に取り憑かせ「鬼」へと変じさせることを得意とする。また、シルターンから召喚した鬼忍を直属の配下として従えている。
レイム
声 - 神奈延年
真実の歌を求めて大陸をさすらう白皙の吟遊詩人として幾度か主人公達の前に現れ、忠告を与えてくれる。
その正体はデグレアの元老院議会からの使者で「黒の旅団」の顧問召喚師。元老院議会からの使者ということで、その言葉は元老院議会と同等の力を持つ。ガレアノ、ビーニャ、キュラーの3人の召喚師をまとめる人物でもある。
人間を騙し、欺くことを至高の悦びとしている節があり、デグレアのために動いているわけではないようなそぶりも見せる。
人間の暗い情動や精神性を煽ることで他者を陥れるが、その時彼は一切の『嘘』は付かない。
物語の後半で彼の真の目的が明らかにされる。

### その他のキャラクター
アグラバイン
声 - 佐藤正治
アメルの祖父であり、両親を亡くした双子を引き取って育てた木こりの老人。レルムの村の住人からは「アグラ爺さん」と呼ばれ慕われている。54歳。
その歳からは考えられないほどの力を持っており頼りにされているが、自身の過去は頑なに語ろうとしない。
その正体は崖城都市デグレア遊撃騎士団の元団長で、「獅子将軍」と呼ばれていた。現在でも、レルムの村を襲撃したルヴァイドをひるませるほどの実力がある。条件を満たすことで戦列に加わる。ロッカとリューグに戦いを仕込んでいるためか、槍と斧を得意とする。
パッフェル
声 - ゆかな
神出鬼没の鉄腕アルバイター。陽気で掴みどころがない女性。なぜか主人公の行く先々に現れる。
ケーキ宅配のバイトから郵便配達など、様々な仕事をかけ持ちしている。本人は「老後のため」だと言うが、本当の理由は別にある。
かつては暗殺者稼業をしていたと。様々なアルバイトを掛け持ちしているが、その正体は蒼の派閥の密偵。主人公一行に加わったのも命令の一環だったらしいが本人は抵抗を持っていたらしく、正体が露見した際には謝罪している。
作中では触れられなかった設定として「エクスを暗殺しに忍び込んだ際にエクスと同じ呪いをかけられた」というものがあり、「3」の番外編でメイメイとそれに関する会話を聞けるが、詳細は不明のままである。条件を満たすことで戦列に加わる。高い移動力と短剣・銃といった間接攻撃を得意とする遊撃タイプ。スキル「お宝発見」を持ち、イベントバトルで出撃した際には追加でアイテムを入手できる。
PSP版「3」では、銃の必殺技「ラストショット」と短剣の必殺技「暗殺剣・荊姫」を修得する。
「3」のあるキャラクターと同一人物である。
ユエル
声 - 鉄砲塚葉子
幻獣界・メイトルパ出身のオルフル族の少女。暗殺の道具として外道召喚師に召喚された。
リィンバウムの常識を全く教えられていなかったため、召喚師の元から逃げ出した後は聖王都で悪いこととは知らずに窃盗を繰り返していた。
性格は明るく快活で優しく素直。人を疑ったり傷つけるようなことは嫌っている。
一人称は「ユエル」。主人公によって常識を説かれ、街の住人達とも馴染んでいく。条件を満たすことで戦列に加わる。アグラバインに懐くようになり、「おじいちゃん」と慕うようになる。サモンナイト４にも登場し、会話の内容からレルム村で暮らしていると思われる。
シオン
声 - 井上和彦
聖王都を中心に開いている屋台「蕎麦処あかなべ」の大将。前作に引き続き登場。33歳。
物腰の柔らかい語り口で主人公達の様々な相談に乗っている。料理の腕前はかなりのものであり、出汁にこだわったり、お稲荷の味付けにハサハの協力を仰いだこともある。
正体はシルターン独自の凄腕の忍術使い、「シノビ」である。忍びの術だけでなく、薬草に関する知識も豊富。弟子であるアカネには厳しい。
メイメイ
声 - 小松由佳
聖王都やファナンで占いの店を開いている謎多き女性。無類の酒好きで、店の代金を酒で求めるほどである。パッフェルやエクスとも認識があり後の作品にも登場している。
アウゴ
声 - 江川央生
流砂の谷の野盗団の首領。
ジャキーニ
声 - 稲田徹
海賊団・ジャキーニ一家の頭領で、自称「海賊召喚師」。
港街ファナンに攻め込むも、モーリンと主人公達の返り討ちに遭い、お仕置きを受けるためにファミィに引き渡されてしまった。
『サモンナイト3』では本編と番外編に登場する。
リゴール
声 - 掛川裕彦
トライドラの領主。49歳。
キュラーに悪鬼を憑りつかれてしまい、シャムロック達を襲った。主人公達によって阻まれるが侵食が進んでいたためにアメルの力でも救う事が出来ずシャムロックの手によって止めを刺され、苦しみから解放された。
カラウス
声 - 稲田徹
ユエルを召喚し、暗殺などを行わせた外道召喚師。32歳。ユエルを連れ戻そうと姿を現すが、主人公達によって捕縛される。後にパッフェルの調査でフリップから召喚術を習っていたことが判明し、共に反乱を起こすが恐怖に支配され彼を刺してしまう。

## 主題歌
オープニングテーマ「光の都」（第2話 - 第12話）
作詞・作曲 - 藤田千章 / 歌 - 加藤いづみ
エンディングテーマ「ぼくらはうまれた〜Find A Way〜」
作詞・作曲 - 藤田千章 / 歌 - 加藤いづみ

## 小説
- サモンナイト 私だけの王子さま
  - 著者：都月狩 出版：集英社

ゲーム本編の後日談に当たる。主人公はトリス、護衛獣はバルレル。
本編では明かされなかったフォルテの素性等が明らかになる。

## ドラマCD
いずれもフロンティアワークスより発売。
- ドラマCD サモンナイト 界の狭間のゆりかご

最終決戦直前の無限界廊で起きた出来事が描かれている。主人公はトリス、護衛獣はレシィ。
- ドラマCD サモンナイト あの日のカケラ 前編 / 後編

続編の『サモンナイト3』番外編の後の物語が展開する。主人公はマグナ、護衛獣はハサハ。
過去に起きたマグナの先祖であり前世でもあるアルス・クレスメントと天使アルミネとの恋愛と破局を主軸としている。また、もう一人のアルミネの転生体といえる人物も登場する。